# Грязные делишки (фильм, 2002)
«Грязные делишки» (англ. Dirty Deeds) — фильм 2002 года, снятый в Австралии. Режиссёр фильма — Дэвид Цезар; в главных ролях снялись Брайан Браун, Тони Коллетт, Сэм Нилл, Сэм Уортингтон и Джон Гудмен. «Грязные делишки» собрал A$5 083 187 за время проката в Австралии.

## Сюжет
Барри Райан — австралийский бандит конца 1960-х, который управляет городом (Сидней), устанавливая свои порядки в сфере азартных игр и уничтожая игровые автоматы конкурентов. Его бизнес привлекает внимание американского мафиози, который пытается завладеть частью денег, посылая двух своих прихвостней: задумчивого, уставшего от жизни ветерана Тони и его вспыльчивого, не слишком умного кореша Сэла. Райан ставит воинственных «Янки» на место, по ходу споря со своей злющей женой, бедной любовницей и нечестным полицейским.

## Критика
На сайте «Lovefilm.com» написали: «Используя быстрый, запоминающийся стиль съёмок, чёрную комедию и бандитов в качестве главных героев, сценарист и режиссёр Цезар делает поклон в сторону Квентина Тарантино и Гая Ричи». В американском «Radio Times» картину оценили по большей части отрицательно, присудив 2 звезды из 5 и написав: «Этот австралийский импорт пытается быть похожим на „Карты, деньги, два ствола“, но, вместо этого, даже несмотря на похвальную актёрскую игру, оказывается раздражающим смешением плохо сочетаемых стилей с неопределённым сюжетом». Пол Росс из британского таблоида «News of the World» с американскими коллегами не согласился, так отозвавшись о фильме: «Классное и необычное, это гангстерское произведение смеётся над насилием и блестящими фильмами о 1960-х годах, такими как „Казино“». А в лондонском издании «TimeOut» фильм назвали несерьёзным.
В целом, западные критики фильм оценили неоднозначно, хоть и по большей части положительно. Так, по данным сайта Rotten Tomatoes, из 19 критиков, 8 — оценили фильм положительно, 5 — отрицательно и 6 — воздержались от оценки. Таким образом рейтинг фильма составил 62 %, а средняя оценка — 5,7/10. Если учитывать только трёх топ-критиков, то среди них лишь Эрину Фри из «Hollywood Reporter» фильм понравился. Он написал: «Дикий и сочный фильм с достаточным количеством энергии и волнения». Дэвид Страттон, кинокритик журнала «Variety», отнёсся к фильму с нейтралитетом. А Джеймсу Берардинелли из «ReelViews» картина не понравилась.
В России фильм оценили на сайте «Фильм.ру», выделив как плюсы, так и минусы. Жанр фильма они определили так: «Квадратно-гнездовая криминальная драма, пытающаяся местами быть боевиком, а местами — комедией». Автор статьи отмечает профессиональную стилизацию под конец 1960-х годов, достоверность бандитских разборок в австралийской провинции (хоть это и Сидней) и шикарную игру актёров. При этом, критик не увидел в фильме предмета, чего не исправляет даже философически-поэтическая концовка. В конце, автор сравнивает картину с «Крёстным отцом»: «Когда „Грязным делишкам“ дают два местных „Оскара“ и ещё две номинации и рекламируют как „Крёстного отца“ из страны „Крокодила Данди“, как-то неловко за австралийцев. „Крестный отец“ всё-таки тоже снимался в XX веке и смотрится сегодня лишь классически-ностальгически».
В журнале «Афиша» о фильме отозвался Алексей Васильев. Он так и не смог понять, о чём фильм, назвав его мурой: «То ли ретрокомедия о появлении первых пиццерий в Австралии, то ли исторический фильм о борьбе австралийских рэкетиров против глобализации, то ли игровой кинопроспект о преимуществах рычажных автоматов перед кнопочными». Васильев не понял мотивации создателей фильмов: «Зачем в сто двадцать пятый раз переснимать „Карты, деньги…“ с проездами камерами через сквозную рану, флэшбеками и флэшфорвардами, эпизодами на полиэкране и историей, блуждающей между десятью персонажами, только с несравненно более хилым сюжетом?». Положительный момент он заметил лишь один, похвалив художников картины: «Обои с зелёно-оранжевым орнаментом, рубашки в огурцы и вавилоны из рыжих шиньонов вышли на славу».

## Саундтрек
Саундтрек к фильму написал Тим Роджерс, который также сочинил большую часть оригинальной музыки. Группа «You Am I» исполнила несколько треков, включая кавер-версию песни группы AC/DC. Также несколько других артистов сотрудничали с Роджерсом.